# Pintura a la aguja

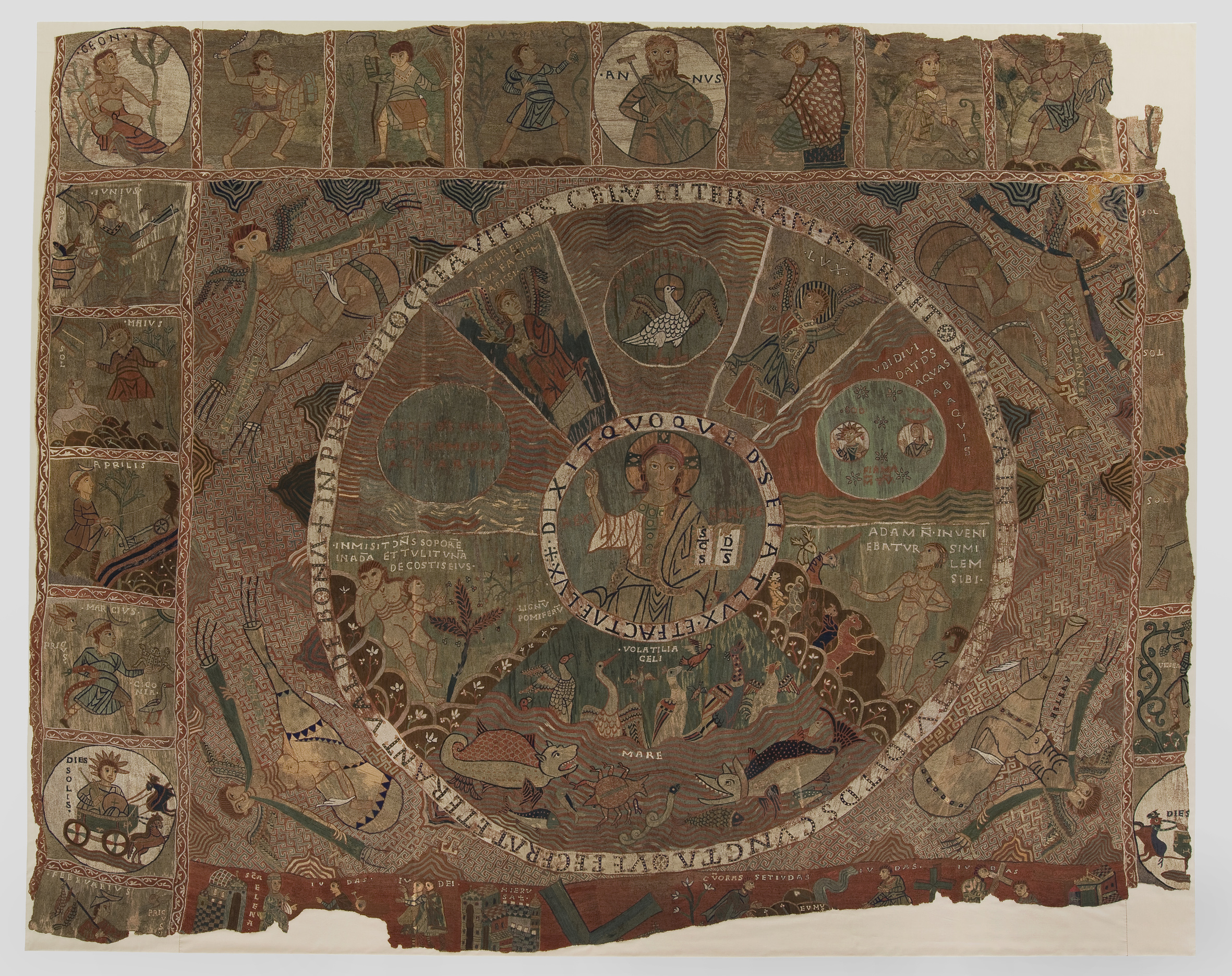
Tapiz de la Creación del Museo capitular de la catedral de Gerona, bordado con la técnica de la pintura a la aguja.

La pintura a la aguja (Acu pictae) es como se llama el bordado realizado a partir de la Edad Media en punto de cordoncillo, para llenar o reseguir la silueta de los dibujos de un bordado hasta cubrir completamente el tejido-base, con el que quedaba el efecto como si fuera un tapiz, se conoce también por el nombre de «punto de figura» y se realizaba con hilos de lana o seda sobre tejido normalmente de lino.
Unos ejemplos del tipo de este bordado en la época románica del siglo XI son el Tapiz de la Creación de la Catedral de Gerona, y el Tapiz de Bayeux (Francia). Otro ejemplo de este tipo de bordado es el Estandarte de Sant Oth, procedente de la Catedral de Urgel y guardado en el Museo Textil y de la Indumentaria de Barcelona, correspondiente a la segunda mitad del siglo XII.
En los siglos XIV y XV se añadieron hilos de oro a los de seda. Esta técnica se continuó llamando «pintura a la aguja», «punto de figura» o «de borgoña».